# Paracharon caecus
Paracharon caecus is een soort zweepspin (Amblypygi). Hij komt voor in Guinee-Bissau.